# 1-й корпус НГУ «Азов»
1-й корпус Національної гвардії України «Азов» (1 КНГУ, в/ч 4110) — оперативно-тактичне з'єднання в лавах Національної гвардії України. Корпус створений 2025 року на фоні реформування Сил оборони України у корпусну систему.

## Історія

### Передумови
«Азов» вважають однією з перших українських військових частин, що перейшла на систему стандартів НАТО ще до повномасштабного вторгнення РФ в організації роботи штабів, плануванні операцій та веденні бою. Після початку повномасштабного вторгнення в «Азові» розпочали процес модернізації системи та її адаптації до новітніх реалій ведення бойових дій.[ангажоване джерело]
Про потребу реформування структури управління української армії неодноразово говорили серед керівництва 12-ї бригади спеціального призначення «Азов». Командир Денис Прокопенко закликав кардинально змінити систему управління військами для зменшення ручного управління на тактичному рівні, що вивільнило б генералітет займатися питаннями стратегічного планування.
У лютому 2025 року головком ЗСУ Олександр Сирський повідомляв, що розпочався процес переходу на корпусну структуру армії. Тоді планували створити 18 корпусів: 13 у Сухопутних військах, два у Десантно-штурмових військах, один у морській піхоті й два у Національній гвардії.
На початку лютого 2025 офіцер «Азову» підтвердив, що 12-та бригада «Азов» стане основою управління майбутнього однойменного корпусу в рамках реформи.
Наприкінці лютого 2025 року український журналіст Юрій Бутусов повідомив, що на Ставці рішенням військового керівництва було ухвалене рішення про створення армійських корпусів, а також затверджені командири.[джерело?]

### Створення
15 квітня 2025 року командувач Національної гвардії України Олександр Півненко повідомив про створення двох корпусів: 1-го корпусу НГУ «Азов» та 2-го корпусу НГУ «Хартія». До складу 1-го корпусу «Азов» увійшли бригади «Азов», «Буревій», «Кара-Даг», «Червона калина», та новостворена «Любарт». Він сказав, що бригади мають значний досвід, командири досвідчені і користуються авторитетом не тільки в Нацгвардії, а й у Збройних силах.

### Бойові операції
12 серпня 2025 року пресслужба 1-го корпусу НГУ «Азов» повідомила, що кілька днів тому підрозділи корпусу зайняли визначену смугу оборони на Покровському напрямку.
Обстановка в районі залишається складною та динамічною. Ворог, попри значні втрати в особовому складі та техніці, продовжує спроби просуватися вперед.
Бійці корпусу спланували та вже проводять заходи з блокування сил противника у визначеному районі. 

## Структура
- 1-ша бригада оперативного призначення НГУ «Буревій»
- 12-та бригада спеціального призначення НГУ «Азов»
- 14-та бригада оперативного призначення НГУ «Червона Калина»
- 15-та бригада оперативного призначення НГУ «Кара-Даг»
- 20-та бригада оперативного призначення НГУ «Любарт»
- дивізіон ППО[9]
- батальйон вишколу[10]

## Командування

### Командири
- з 2025: полковник Прокопенко Денис Геннадійович[11]

### Начальники штабу
- з 2025: підполковник Дмитрик Арсен Володимирович[11]

### Відео
- АЗОВ (2025.04). СТВОРЕНО 1-Й КОРПУС НАЦІОНАЛЬНОЇ ГВАРДІЇ УКРАЇНИ «АЗОВ» (укр.). Процитовано 15 квітня 2025 — через www.facebook.com.